# Давид и Лэйла: Беззаветная любовь
«Давид и Лэйла: Беззаветная любовь» (англ. David & Layla) — американская романтическая драма 2005 года. Фильм основан на реальных событиях.

## Сюжет
Нью-Йорк. Ведущий телепрограммы «Секс и счастье» Давид Файн, иудей, влюбляется в обольстительную танцовщицу Лэйлу, мусульманку. Начав общаться, молодые люди познают сходства и различия их древних религий и культур, также оба они пережили кровопролитные войны, которые велись в их государствах. Поскольку Лэйла находится на территории США незаконно, ей грозит депортация, от которой её может спасти только брак с Давидом. Давид и Лэйла готовы закрыть глаза на запреты своих религий, ради своей любви, но против этого бракосочетания категорически возражают родители как жениха, так и невесты…

## В ролях
- Дэвид Москоу — Давид Файн
- Шива Роуз[англ.] — Лэйла
- Кэлли Торн — Эбби
- Полли Адамс[англ.] — Юдифь Файн
- Уилл Яновиц[англ.] — Вуди Файн
- Тибор Фельдман[англ.] — Рабинович, раввин

Фильм основан на реальных событиях: любви мусульманки Алванды Джафф и иудея Давида Раби, которые сочетались браком в 1990 году и ныне живут в Париже. Они прилетели для съёмок фильма о них в Нью-Йорк и исполнили небольшие роли камео: танцовщицы на свадьбе и пациента, делающего вазектомию, соответственно. К тому же Алванда выступила ассистентом костюмера — помогала шить свадебное платье для своей героини, актрисы Шивы Роуз.

## Награды и номинации
В 2006—2007 годах фильм номинировался на 6 разных наград различных кинофестивалей и выиграл все из них.